# Isère (reka)
Isère (okcitansko Isèra, provansalsko Isera) je 290 km dolga reka v jugovzhodni francoski regiji Rona-Alpe, levi pritok Rone. Izvira v Grajskih Alpah v bližini smučarskega središča Val d'Isère. V Rono se izliva pri Pont-de-l'Isère, severno od kraja Valence.

## Geografija

### Porečje
- Arly
- Arc
- Drac

### Departmaji in kraji
Reka Isère teče skozi naslednje departmaje in kraje:
- Savoja: Val d'Isère, Bourg-Saint-Maurice, Albertville,
- Isère: Goncelin, Saint-Ismier, Domène, Meylan, Grenoble, Saint-Marcellin
- Drôme: Romans-sur-Isère, Bourg-de-Péage.